# 戈爾策湖
46°46′33″N 8°44′23″E / 46.77583°N 8.73972°E

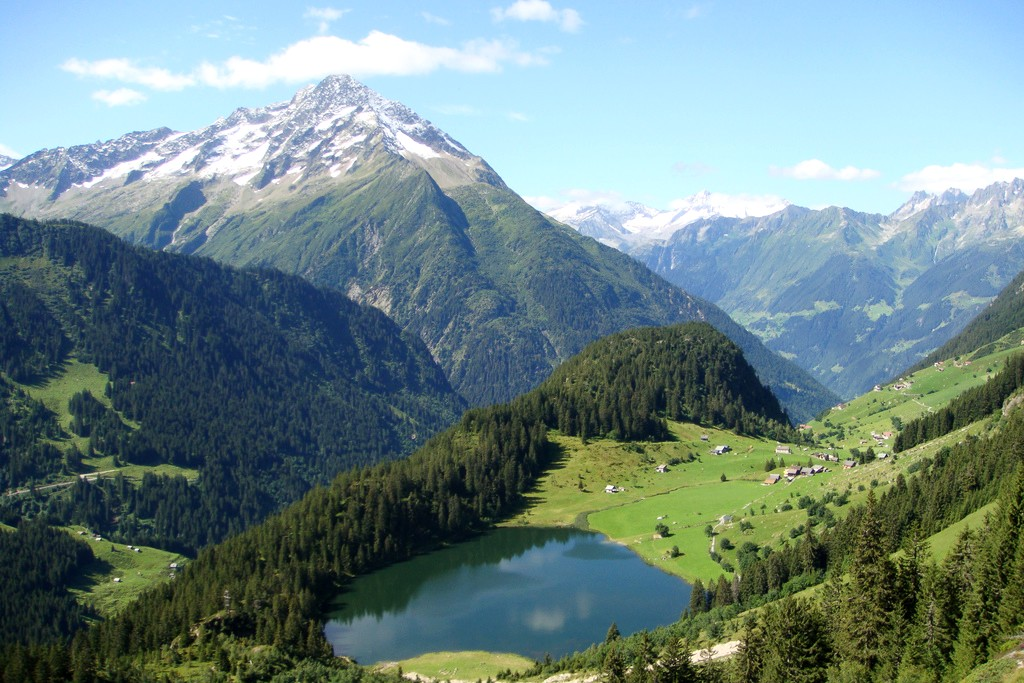

戈爾策湖（Golzerensee），是瑞士的湖泊，位於該國中部，由烏里州負責管轄，面積0.06平方公里，海拔高度1,411米，該湖泊有鱒魚、虹鱒和鱸屬棲息，是捕魚的熱門地點。